# Голігед
Го́лігед (англ. Holyhead, валл. Caergybi) — місто на півночі Уельсу, в області Англсі.
Населення міста становить 11 237 осіб (2001).